# Пачеко, Хуан
Хуан Пачеко (исп. Juan Pacheco; 1419, Бельмонте — 4 октября 1474, Санта-Крус-де-ла-Сьерра) — кастильский временщик, который занимал при Энрике IV такую же позицию, какую Альваро де Луна занимал при его отце Хуане II. Он первым в Кастилии получил титул маркиза (в 1445 — маркиз де Вильена). В 1472 году пожалован титулом герцога Эскалона, который его потомки носят до сих пор. 

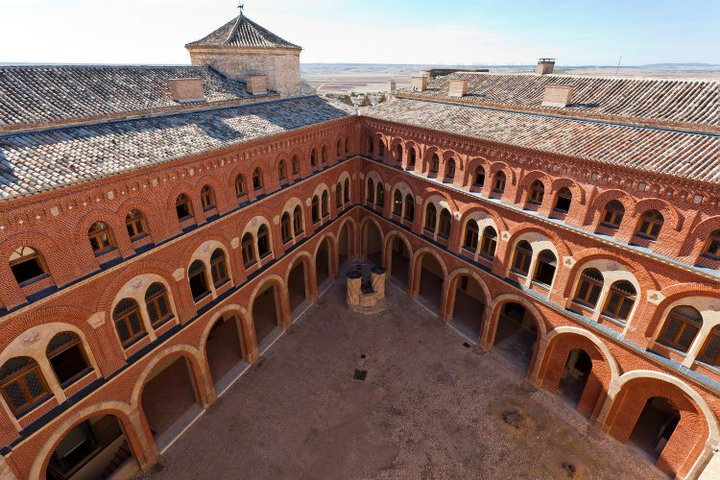
Замок Хуана Пачеко в Бельмонте

## Биография
Родился в 1419 году в замке Бельмонте, который впоследствии отстроил заново. Старший сын Альфонсо Тельеса Хирон-и-Васкес де Акунья (ок. 1380 — 1449), и Марии Пачеко, сеньоры Бельмонте, единственной дочери и наследницы Жуана Фернандеса Пачеко и Инес Теллес де Менесес, внучки португальца Диего Лопеса Пачеко (1304—1393). Младший брат — Педро Хирон, 1-й лорд Уруэнья (1423—1466), магистр Ордена Калатравы.
Его отец, хотя и принадлежал к португальскому дому да Кунья, принял фамилию матери «Хирон», чтобы подчеркнуть своё происхождение от одного из самых славных баронских родов Кастилии. Продолжая семейную традицию, Хуан также взял фамилию матери — «Пачеко».
Юный Хуан попал ко двору как паж предыдущего временщика, Альваро де Луны, и с детства был очень дружен с Энрике IV. Некоторые историки предполагают, что между ними была и сексуальная связь. Побуждаемый своим другом, принц выступил с оружием против отца. На мирных переговорах интересы принца представлял Пачеко, а интересы его отца — де Луна.
Надменность и стяжательство фаворита нажили ему немало врагов среди придворных и фактически привели к расколу в их среде. Многих не устраивала инициированная им затяжная и в значительной степени безуспешная война с Насридами, годами разорявшая государственную казну. Могущественный дом Мендоса во главе с маркизом Сантильяна был убеждён, что Пачеко использует расположение короля не для блага государства, а исключительно для обогащения собственного клана.

В середине 1460-х годов маркиз Вильена был отодвинут с первых позиций представителями дома Мендоса, а также Бельтраном де ла Куэва — фаворитом королевы. Ослабление позиций Пачеко почувствовали на себе все те, кто был связан с ним узами дружбы и родства, — воинственный глава испанской церкви Альфонсо Каррильо, адмиралы Энрикесы, графы Пласенсия, Альба и Бенавенте. В июне 1465 года этот альянс магнатов объявил короля низложенным и принёс присягу его малолетнему брату Альфонсо. 

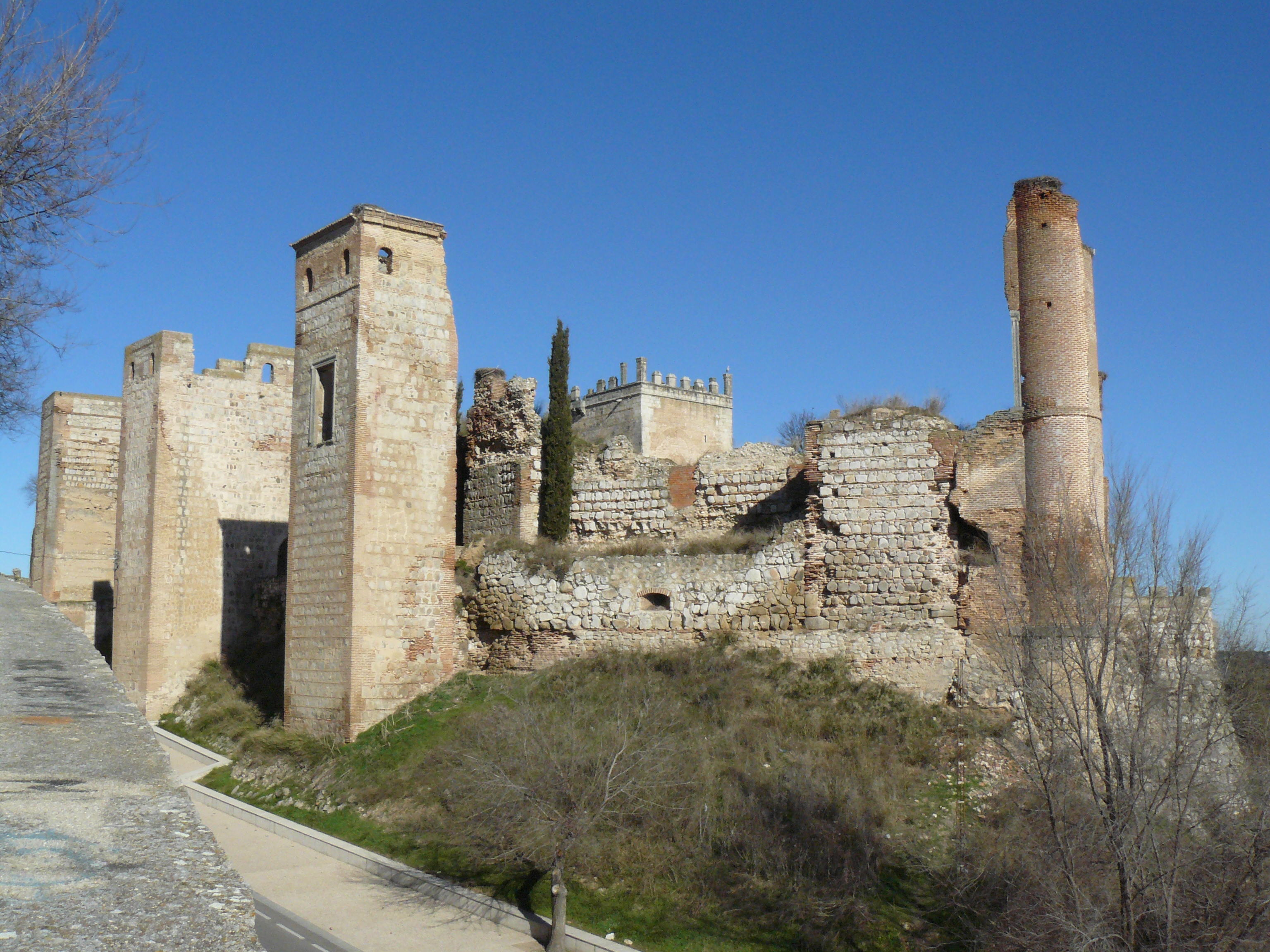
Разрушенная резиденция герцогов Эскалона

Во время начавшейся гражданской войны Пачеко, ведя двойную игру, пытался привлечь в качестве миротворца Людовика XI. Несмотря на постепенное отдаление от короля, он был избран (в 1467 году) великим магистром ордена Сантьяго. Другим крупнейшим орденом, Калатрава, формально руководил его родной брат Педро Хирон, а после смерти последнего — малолетний племянник.
После того, как «Альфонсо XII» внезапно умер, а проарагонская партия организовала тайный брак его сестры Изабеллы с Фердинандом Арагонским, Пачеко вместе с остальными мятежными магнатами поспешил вернуться под знамёна Энрике IV. В разгоравшейся войне за кастильское наследство он встал на сторону Бельтранехи (предполагаемой дочери короля) и некоторое время укрывал её в своём замке Бельмонте.
Похоронен в фамильной усыпальнице Эль-Парраль в Сеговии. От старшего сына Хуана Пачеко происходят герцоги Эскалона, от одной из дочерей — герцоги Бенавенте, от родного брата — герцоги Осуна. Потомки Хуана попали в опалу из-за участия в восстании комунерос. После гибели своего мужа Хуана Лопеса де Падильи, внучка Хуана Пачеко, Мария, возглавила оборону Толедо от королевских войск; потом бежала в Португалию, где и окончила свою жизнь.

## Семья
Хуан Пачеко был трижды женат. Он заключил три брака. Первый, состоявшийся 22 ноября 1436 года в городе Толедо, когда ему было 17 лет, был с Анхелиной де Луна, двоюродной сестрой констебля Альваро де Луна, от брака с которой он не имел потомства. Брак был объявлен недействительным 13 февраля 1442 года викарием Сеговии Диего Санчесом.
Вскоре после этого, в 1442 году, он вступил в незаконный брак, который был узаконен нескольких лет спустя, с Марией Портокарреро Энрикес, дочерью Педро Фернандеса Портокарреро-и-Кабеса де Вака, 5-го сеньора Могуэра, и Беатрис Энрикес, дочери Альфонсо Энрикеса. Брак не имел канонической силы до 1456 года, когда папа римский Каликст III санкционировал церковный брак и узаконение детей, которые у них были до того времени. От этого брака родились:
- Диего Лопес Пачеко-и-Портокарреро (1447—1529), первенец, унаследовал титулы и статус своего отца
- Педро Портокарреро эль Сордо унаследовал сеньории Могуэр и Вильянуэва-дель-Фресно от своей материнской семьи
- Альфонсо Тельес-Хирон, младший из братьев, составил завещание 29 апреля 1527 года и умер в том же году. Его отец упоминает его в своих завещаниях, и он получил Ла-Пуэбла-де-Монтальбан как часть своего наследия. Он женился на Марине де Гевара
- Беатрис Пачеко, вышла замуж в 1471 году за Родриго Понсе де Леон-и-Нуньес, маркиза Кадиса.
- Мария Пачеко, жена Родриго Алонсо Пиментеля, 4-го графа и 1-го герцога Бенавенте
- Каталина Пачеко была помолвлена с Бернардино де Веласко, но брак не состоялся, потому что её отец, Хуан Пачеко, разорвал союз с отцом Бернардино, констеблем Педро Фернандесом де Веласко. После смерти отца она вышла замуж за Альфонсо Фернандеса де Кордова, 6-го сеньора Агилара
- Франсиска Пачеко, жена Иньиго Лопеса де Мендоса-и-Киньонес-эль-Гран-Тендилья
- Хуана Пачеко, жена одного из сыновей герцога Фериа
- Леонор Пачеко, настоятельница монастыря Санта-Клара в Кармоне
- Инес Пачеко, была монахиней, настоятельницей монастыря Санто-Доминго-де-Портакоэли в Севилье
- Мария Пачеко-и-Портокарреро, вышедшая замуж за 1-го графа Оропесы Фернандо Альвареса де Толедо-и-Суньига в 1482 году.

Хуан Пачеко заключил третий брак с Марией де Веласко. Овдовев, Мария вышла замуж за Бельтрана де ла Куэва в 1482 году. Хуан Пачеко и Мария были родителями:
- Менсия Пачеко, посмертная дочь, родилась через несколько месяцев после смерти отца. Она вышла замуж за Диего де Карденаса-и-Энрикеса, первого герцога Македы и главного аделантадо королевства Гранада.

У него было несколько внебрачных детей. От Каталины Альфон де Лоденья у него было несколько детей, узаконенных 25 апреля 1456 года королем Кастилии Энрике IV:
- Беатрис Пачеко, старшая из его детей, родившаяся до его брака с Марией Портокарреро, получила виллу Вильярехо де Фуэнтес от своего отца как часть своего приданого. В 1453 году она вышла замуж за Родриго Портокарреро, 1-го графа Медельина, и, овдовев, заключила второй брак с Алонсо де Сильва, 2-м графом Сифуэнтес.
- Хуан Пачеко, второй бастард, узаконенный Энрике IV в Эсихе 25 апреля 1456 года, вступил в Орден Сантьяго, где сделал карьеру благодаря поддержке своего отца, магистра этого ордена.
- Изабель де Менесес, позже названная Пачеко, также узаконенная в 1456 году, уже была замужем за Педро Лопесом де Падилья, когда её отец составил завещание. В своем завещании от 1470 года он оставил ей приданое в размере 1,5 миллиона мараведи и годовой доход в 100 тысяч.

Другие внебрачные дети были:
- Алонсо Пачеко, который умер в 1490 году в Вега-де-Гранада и похоронен в церкви Санта-Мария-ин- Алькала-ла-Реаль. Его отец не упоминает его в своих завещаниях. Его защищал сводный брат Диего, старший сын, с которым он служил в нескольких военных компаниях. Он вступил в Орден Калатравы, и в 1473 году король Энрике дал ему «доход от службы и сбора скота, проходящего через Кампо-де-Калатрава». У него было два сына, Алонсо и Хуан Пачеко, которые остались под защитой Диего, 3-го маркиза Вильены, его сводного брата
- Хуан Пачеко, узаконенный в 1484 году
- Родриго Пачеко, был ребёнком, когда умер его отец, и он остался на попечении своего брата Диего. Он не имел потомства и, благодаря королю Фердинанду Католику, получил церковный пост.

## В культуре
В кинематографе
- сериал «Изабелла» (2012—2014 — 1 и 2 сезоны)